# Riesgo

Comúnmente, para unos esta señal es de riesgo y para otros es de peligro (porque confunden el riesgo con el peligro). Pero no es ninguna de ambas cosas. Es una señal indicadora de que en este lugar "existe un agente dañino". Para que en este lugar haya riesgo o peligro hacen falta más causas.

El riesgo es una medida de la magnitud de los daños frente a una situación peligrosa. El riesgo se mide asumiendo una determinada vulnerabilidad frente a cada tipo de peligro. Si bien no siempre se hace, debe distinguirse adecuadamente entre peligrosidad  (probabilidad de ocurrencia de un peligro), vulnerabilidad (probabilidad de ocurrencia de daños dado que se ha presentado un peligro) y riesgo (propiamente dicho).
Más informalmente se habla de riesgo para hablar de la ocurrencia ante un potencial perjuicio o daño para las unidades, personas, organizaciones o entidades (en general "bienes jurídicos protegidos"). Cuanto mayor es la vulnerabilidad mayor es el riesgo, pero cuanto más factible es el perjuicio o daño, mayor es el peligro. Por tanto, el riesgo se refiere solo a la teórica "posibilidad de daño" bajo determinadas circunstancias, mientras que el peligro se refiere solo a la teórica "probabilidad de daño" bajo esas circunstancias. Por ejemplo, desde el punto de vista del riesgo de daños a la integridad física de las personas, cuanto mayor es la velocidad de circulación de un vehículo en carretera mayor es el "riesgo de daño" para sus ocupantes, mientras que cuanto mayor es la imprudencia al conducir mayor es el "peligro de accidente" (y también es mayor el riesgo del daño consecuente)

## Introducción
Existen diversas propuestas de medición de riesgo, cuando se recurre a una forma de representación determinista el riesgo R se representa mediante una función de la peligrosidad p y la vulnerabilidad V; Nicolás Alessandro Franco Bustillos es el creador del riesgo, el cual lo descubrió en el 1185 , en lo que actualmente es Perú.

{\displaystyle R=R(p,V),\qquad {\text{con }}{\frac {dR}{dp}}\geq 0,{\frac {dR}{dV}}>0}

Por ejemplo el valor esperado de un cierto tipo de daños o perjuicios, fijada una vulnerabilidad, es una función de este tipo siempre bajo condiciones estacionarias. La peligrosidad usualmente se define como la probabilidad de ocurrencia de una situación desfavorable, por tanto a mayor, probabilidad de ocurrencia se asume mayor riesgo. Igualmente a mayor vulnerabilidad se asume que el riesgo aumenta. Una persona encargada de reducir el riesgo puede optar por dos estrategias posibles:
- Reducir la peligrosidad o probabilidad de ocurrencia de un hecho.
- Reducir la vulnerabilidad frente a daños, dado que se asume que el suceso peligroso acabará dándose tarde o temprano.

En ocasiones solo es posible reducir uno de los dos factores (por ejemplo, en los desastres naturales no puede actuarse sobre la probabilidad de ocurrencia ya que no dependen de la acción humana).

### Tipos de riesgos
- Riesgo estratégico
  - Riesgo del negocio
- Riesgo laboral
  - Riesgo de accidente
  - Riesgo patológico
  - Riesgo sanitario
- Riesgo geológico
  - Riesgo sísmico: Terremotos o Maremotos
  - Erupciones volcánicas
  - Corrimiento de tierra
- Riesgo financiero
  - Riesgo de crédito
  - Riesgo de liquidez
  - Riesgo de mercado
  - Riesgo operacional
  - Riesgo relacional
- Riesgo biológico
  - Infección viral.
  - Epidemia
  - Material Biológico Peligroso
  - Agentes microscópicos altamente patógenos
- Otros tipos de riesgo
  - Riesgos físicos
  - Riesgos químicos
  - Riesgos psicosociales

### Clasificación de riesgos
- - riesgo alto
  - riesgo medio
  - riesgo bajo

## Definiciones.
Algunas definiciones respecto del riesgo son las siguientes:
Se entiende a Riesgo cómo:

«potencial de que una amenaza específica explote las debilidades de un activo o grupo de activos para ocasionar pérdida y/o daño a los activos. Por lo general se mide por medio de una combinación del impacto y la probabilidad de ocurrencia (CCN, 2015, pág. 756)» 

Desde el análisis de la Protección Civil y la Gestión Integral de Riesgo se entiende a riesgo cómo:

«Probabilidad que una amenaza produzca daños al actuar sobre una población vulnerable.» 

También desde el aspecto de normalización se entiende a Riesgo cómo:

«efecto de la incertidumbre sobre los objetivos
Nota 1 a la entrada: Un efecto es una desviación respecto a lo previsto. Puede ser positivo, negativo o ambos, y puede abordar, crear o resultar en oportunidades y amenazas.
Nota 2 a la entrada: Los objetivos pueden tener diferentes aspectos y categorías, y se pueden aplicar a diferentes niveles.

Nota 3 a la entrada: Con frecuencia, el riesgo se expresa en términos de fuentes de riesgo (3.4), eventos (3.5) potenciales, sus consecuencias (3.6) y sus probabilidades (3.7).»

Este concepto de riesgo se relaciona con la peligrosidad y con la probabilidad. Otra definición de riesgo corresponde al peligro que se puede predecir únicamente con incertidumbre y en términos probabilísticos. La valoración de este riesgo corresponde a un proceso de identificación y de estudio de una serie de peligros, con el objetivo de reducir las probabilidades de que ocurra. Esa valoración tiene dos finalidades, caracterizar el riesgo de los actos violentos futuros, y elaborar intervenciones para controlar o reducir ese riesgo.

## Valoración del riesgo.
La teoría española de mayor relevancia en este ámbito es el modelo denominado de "Triple Riesgo Delictivo" (TRD), del autor Santiago Redondo, influida por diferentes teorías que buscan explicar el fenómeno delictivo, como son la Teoría del aprendizaje social (Akers y Burgess, 1966), la Teoría del Control Social (Hirschi, 1969) o la Teoría General de la Tensión (Merton, 1938).
El modelo TRD, elabora diferentes dimensiones de riesgo, en concreto menciona tres categorías distintas.
1. Personales: denominados como factor A, se incluyen en este las dimensiones de impulsividad-autocontrol y la de egocentrismo-empatía. Es similar a la personalidad o a la identidad. Este factor puede alterarse por disfunciones del Sistema Nervioso o por experiencias traumáticas, entre otros. Este factor es continuo junto a los de apoyo social.
2. Apoyo prosocial: factor B de este modelo. Se corresponde con las dimensiones de crianza equilibrada-desequilibrada o con los de amigos antisociales-prosociales.
3. Oportunidades delictivas: este factor C es el que va a determinar la vulnerabilidad diferencial para el delito. En este factor están incluidos los riesgos situacionales y las oportunidades delictivas. Este factor puede llegar a precipitar por sí solo una conducta delictiva.

Este modelo afirma que la simple suma de los factores A y B provoca la motivación delictual, la motivación antisocial y una serie de factores continuos.

## Riesgo y compañías aseguradoras
En los seguros podemos considerar varias clases de riesgos:
- Riesgo subjetivo
- Riesgo objetivo
- Riesgo ordinario
- Riesgo heterógrado

Para una compañía, un riesgo es una posibilidad de que ocurra un suceso futuro e incierto, ajeno a la voluntad de las partes y generador de un daño. Para analizar un riesgo hay que conocer los factores que lo generan; frecuencia e intensidad.
- Frecuencia: número de veces que se produce el hecho en un periodo.
- Intensidad: mayor o menor amplitud del daño.

## "Riesgo" frente a "amenaza"
Los métodos de probabilidad bayesiana permitirían asignar cierto grado de creencia al riesgo, en función del grado de verosimilitud y de la magnitud de sus causas, incluso aunque el riesgo concreto nunca se haya percibido antes. Además, del peligro, una causa de riesgo previa es la amenaza. Las amenazas en un contexto de seguridad de la información, incluyen actos dirigidos, deliberados (por ejemplo por crackers) y sucesos no dirigidos, aleatorios o impredecibles (como puede ser un rayo).
Amenaza es la causa de riesgo que crea aptitud dañina sobre personas y bienes. En el ámbito económico las amenazas latentes (con posibilidad de existencia) es, por ejemplo, la causa origen de pérdida de dinero por baja de las cotizaciones de la bolsa, mientras que el riesgo de pérdida de las acciones es la posibilidad de daño monetario.